# Beaugeay
Beaugeay ist eine französische Gemeinde mit 785 Einwohnern (Stand: 1. Januar 2022) im Département Charente-Maritime in der Region Nouvelle-Aquitaine. Sie gehört zum Arrondissement Rochefort und zum Kanton Marennes. Die Einwohner werden Beaugeatins genannt.

## Geographie
Beaugeay liegt etwa sieben Kilometer südsüdwestlich des Stadtzentrums von Rochefort am Canal de Brouage. Umgeben wird Beaugeay von den Nachbargemeinden Soubise im Norden, Saint-Agnant im Osten, Saint-Jean-d’Angle im Südosten und Süden, Marennes-Hiers-Brouage im Südwesten sowie Moëze im Westen und Nordwesten.

## Bevölkerungsentwicklung
| Jahr                       | 1962 | 1968 | 1975 | 1982 | 1990 | 1999 | 2008 | 2019 |
| Einwohner                  | 191  | 185  | 188  | 333  | 452  | 470  | 629  | 780  |
| Quellen: Cassini und INSEE |      |      |      |      |      |      |      |      |

## Sehenswürdigkeiten
- Kirche Saint-Germain, erbaut ab dem 11. Jahrhundert

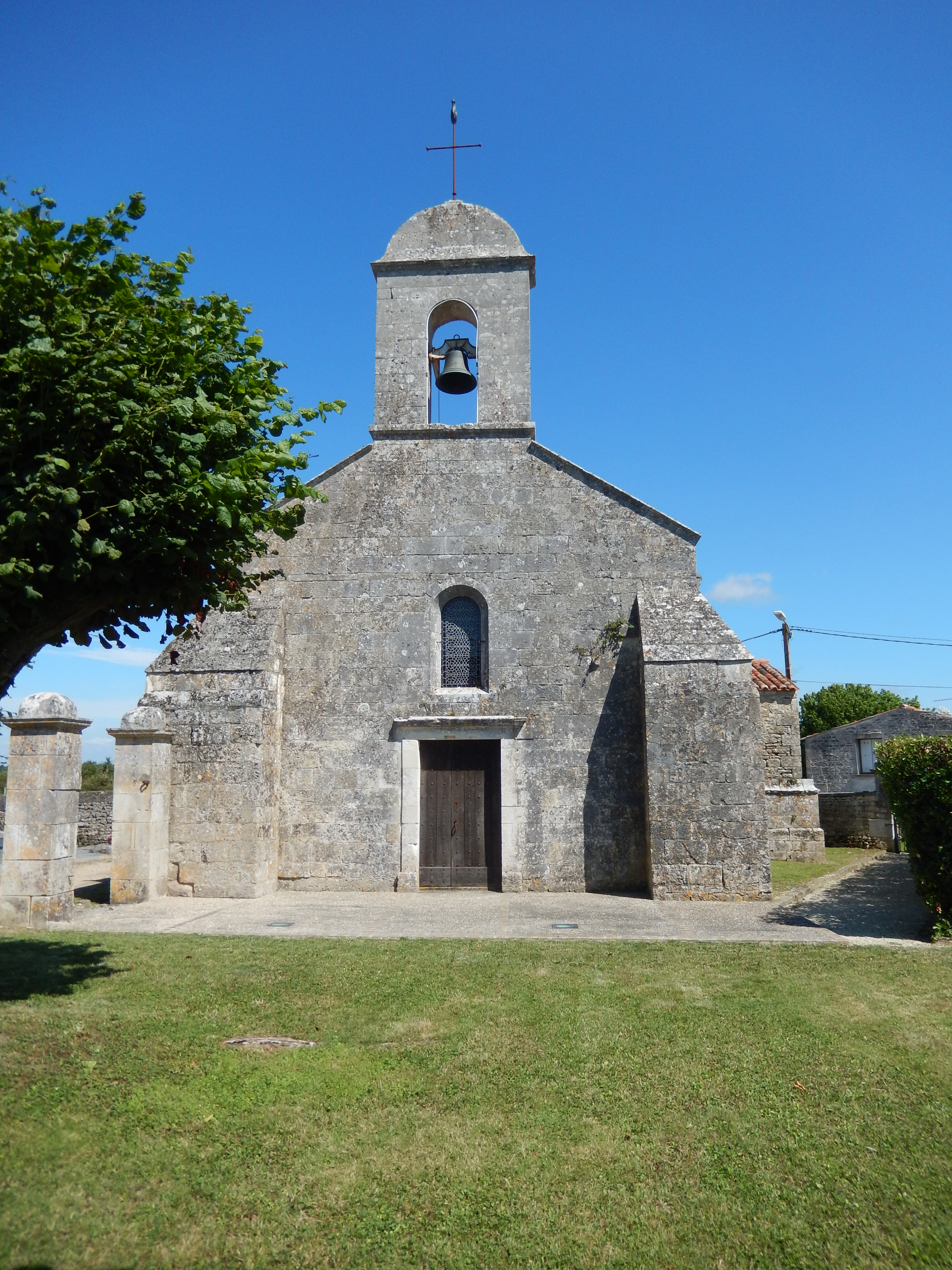
Kirche Saint-Germain

- Schleusen am Canal de Brouage